# Ehemalige Pfarrkirche Sautens

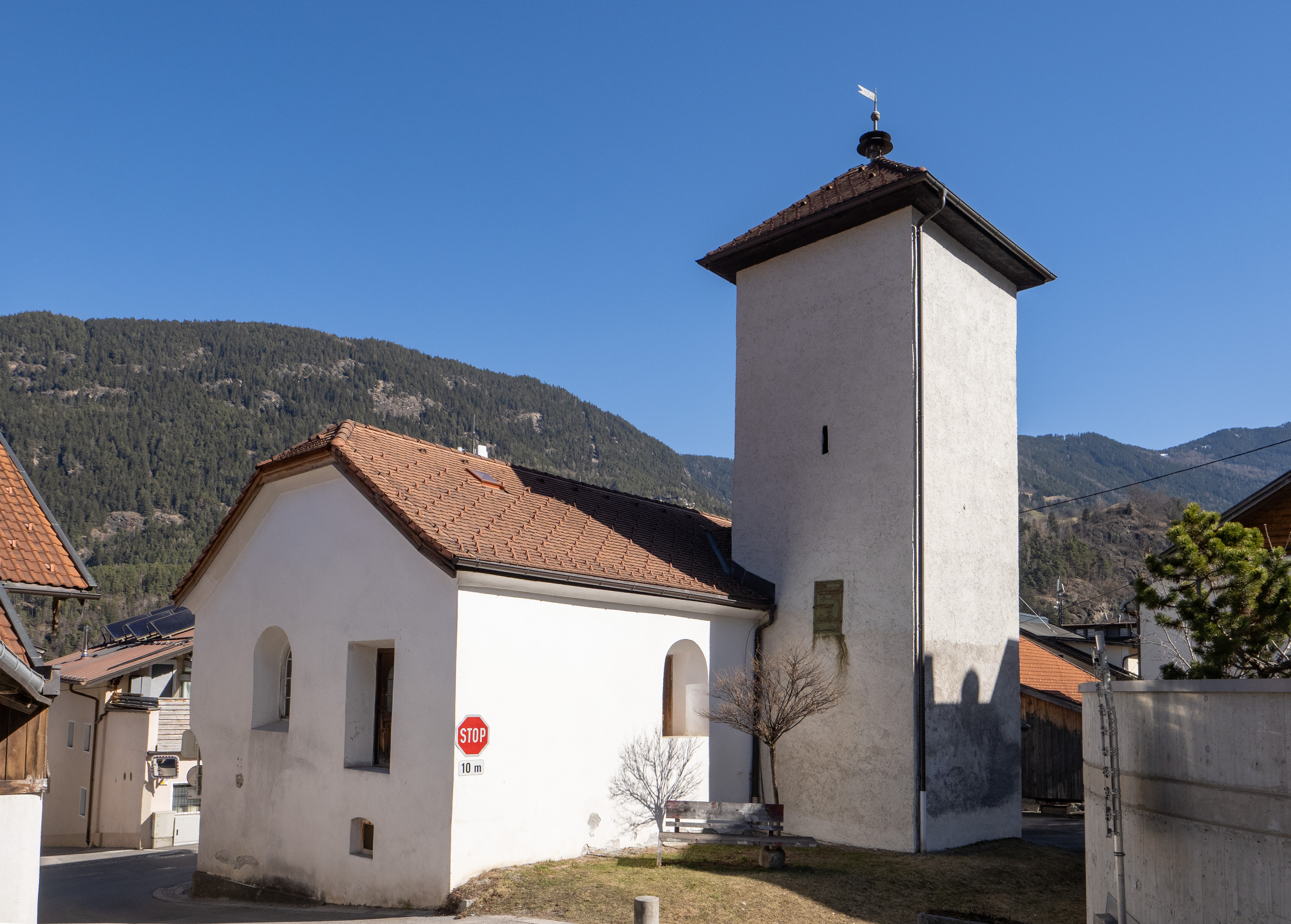
Ehemalige Pfarrkirche/Alte Senn von Südwesten

Die ehemalige Pfarrkirche Sautens, aufgrund ihrer späteren Nutzung auch Alte Senn genannt, war die erste, zu Ehren des heiligen Oswald geweihte Kirche von Sautens im Ötztal in Tirol. Das aus dem 16. Jahrhundert stammende, profanierte Gebäude steht unter Denkmalschutz (Listeneintrag).

## Geschichte
Die Kirche wurde 1517 geweiht und war eine Filiale von Oetz, der Bau wird Meister Jakob von Tarrenz zugeschrieben. Im Zuge einer Visitation im Jahr 1602 wurde sie als schmucklos und baufällig beschrieben. 1635 und 1716 wurde die Kirche erweitert, 1746 umgestaltet und mit einer barocken Ausstattung versehen. 1787 wurde Sautens zur Lokalkaplanei. Anfang des 19. Jahrhunderts war die Kirche zu klein, daher bemühte sich die Gemeinde ab 1825 um eine Vergrößerung. Kreisingenieur Raimund Besser stellte fest, dass eine Erweiterung nicht ausreichen würde und riet trotz der höheren Kosten zu einem kompletten Neubau an anderer Stelle. Von 1828 bis 1830 wurde daher die neue Pfarrkirche Mariä Heimsuchung errichtet. Die alte Kirche wurde daraufhin 1831 profaniert und 1876 an die Gemeinde verkauft.
Das Gebäude diente zunächst der Aufbewahrung der Feuerspritze, wurde dann umgebaut und bis 1969 als Sennerei genutzt, im Anschluss von der Raiffeisenkasse, als Postamt, Musikprobelokal, Gemeindekanzlei, Verkehrsbüro, Schiverleih, Lagerraum der Gemeinde und Wohnung. Durch diese Nutzungen entstanden unterschiedliche horizontale und vertikale Raumunterteilungen. Seit 1976 gab es Bemühungen um eine angemessene langfristige Nutzung. Ein Abrissantrag wurde 1980 abgelehnt, da das Gebäude unter Denkmalschutz steht. 2002 wurde der Außenbau teilweise saniert. Ein Projekt von 2002 sah einen hangseitigen Bibliotheksanbau und Verbindungstrakt mit Treppenhaus sowie einen Lifteinbau im Kirchturm vor. Der Zugang zum Kirchenraum war von der Straßenseite über das Langhaus geplant. Die neuen Anbauten sollten hauptsächlich in Glas ausgeführt sein, um sich vom historischen Baukörper deutlich abzuheben. Der Zubau sollte Nebenräume aufnehmen, so dass das ehemalige Kirchengebäude von den späteren Einbauten befreit und als Veranstaltungsraum verwendet werden könnte. Diese Pläne für ein „Kulturzentrum und Bibliothek Sautens“ wurden bislang nicht umgesetzt, das Gebäude wird als „Alte Senn“ aber immer wieder für Ausstellungen genutzt.

## Beschreibung

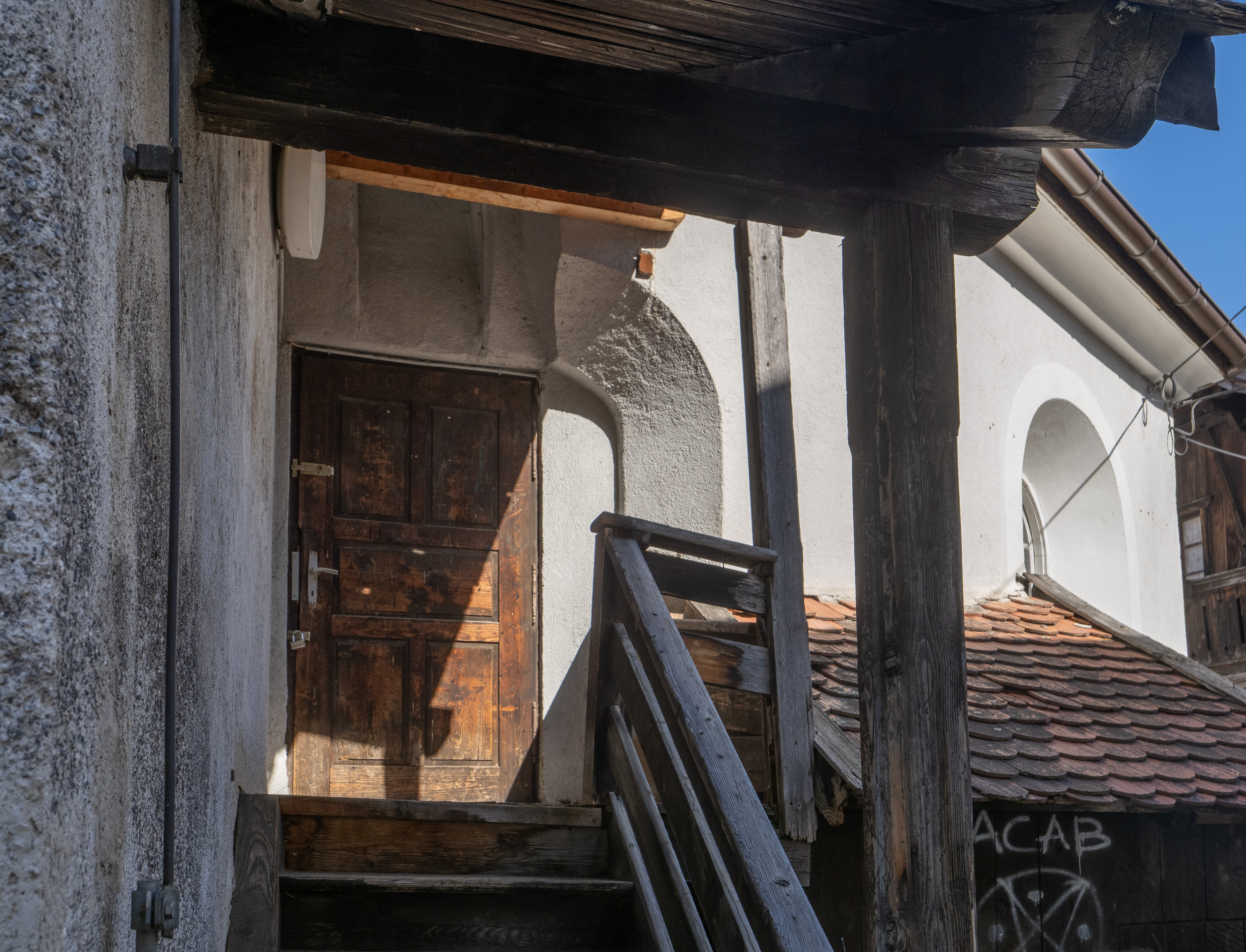
Stiegenaufgang zum Obergeschoß

Die frühere Kirche in leichter Hanglage im Zentrum des Ortes ist ein vierjochiger Bau mit Chor mit 5/8-Schluss. Der barocke hölzerne Dachstuhl ist zum Großteil erhalten. Vom rechteckigen Turm an der Südseite ist nur noch der Unterbau vorhanden. Der Innenraum ist durch eine Geschoßdecke auf Stahlträgern in zwei Geschoße unterteilt. Das Erscheinungsbild des Untergeschoßes ist durch einen Geschäftseinbau stark verändert, der sich mit großflächigen Auslagen zur Straße öffnet. Das Obergeschoß wird über eine hangseitige äußere Holzstiege erschlossen. Im Chorschluss bis zum Chorbogen ist das reich stuckierte Deckengewölbe mit Stichkappen und einem Gemälde der hl. Cäcilia erhalten. Das in kleinere Räume unterteilte ehemalige Langhaus wurde mit einer Flachdecke versehen, darüber ist das Tonnengewölbe in gleicher Ausgestaltung wie im Chorbereich, mit Stuck und Deckengemälden, großteils erhalten geblieben. Die stucklose Gewölbedecke im unverbauten mittleren Bereich des Langhauses ist glatt verputzt, sie wurde 1929 von Johannes Obleitner mit einem Fresko mit Darstellung der alten Kirche versehen.